# Amanita gioiosa
Amanita gioiosa (S. Curreli, 1991) è un fungo basidiomicete della famiglia delle Amanitacee..

## Descrizione

### Cappello
Il cappello è di dimensioni di 7–14 cm, prima globoso, poi convesso, e infine piano e a volte depresso al centro a maturità. La cuticola varia dal colore bruno-giallino fino al crema-burro ed è ornata da placche biancastre.

### Lamelle
Le lamelle sono bianche, fitte, libere, uguali, con lamellule e taglio seghettato

### Gambo
Il gambo è alto 6–12 cm, ha un diametro di 1,5–2 cm, è robusto, subcilindrico. La superficie è glabra e bianca. Termina con una base napiforme. La volva è submarginata, formata da piccoli avanzi aderenti alla base del gambo. L'anello è submembranaceo e fugace.

### Gleba
La gleba è bianca, soda, con odore non significativo e senza sapore.

### Caratteri microscopici
Il velo generale è formato da sferociti misti a ife filamentose. Anse di anastomosi presenti.
Spore
Subglobose, non amiloidi. Dimensioni: 9-11x6,5-8 µm.
Basidi
Cistidi

## Distribuzione e habitat
Questo fungo cresce nei boschi, sotto i cisti e gli eucalipti, in area mediterranea. Fruttifica in autunno e in primavera.

## Commestibilità
Commestibilità sconosciuta per la sua rarità.